# Wilhelm Schmid
Wilhelm Schmid, född 3 juni 1889 i München, död 30 juni 1934 i München, var en tysk SA-Gruppenführer och riksdagsledamot.
I början av 1930-talet ansåg Adolf Hitler att Sturmabteilung (SA) hade blivit ett hot och att dess ledare Ernst Röhm planerade en statskupp. Under de långa knivarnas natt lät Hitler därför mörda SA:s ledarskikt. Schmid greps och fördes till Stadelheimfängelset i München. Tillsammans med Hans Hayn, Edmund Heines, Peter von Heydebreck, August Schneidhuber och Hans Erwin von Spreti-Weilbach arkebuserades Schmid av ett exekutionskommando under befäl av Sepp Dietrich, där Schmid sköts av Emil Maurice.